# Ultrapar
Ultrapar est une entreprise brésilienne fondée en 1930 et faisant partie de l'indice Bovespa. Elle est présente dans les métiers de la distribution d'hydrocarbures, dans la production de produits chimiques et dans la logistique.